# Melvin Booker
Melvin Jermaine Booker (Pascagoula, Misisipi, 20 de agosto de 1972) es un exjugador de baloncesto de estadounidense. Con 1,88 metros de altura, jugaba en la posición de base. Es padre del también jugador profesional Devin Booker (n. 1996).

## Trayectoria

### Inicios
Booker fue un destacado jugador de instituto en Moss Point (Misisipi). Allí promedió 28 puntos por partido en su último año y fue nombrado jugador del año de su promoción. A pesar de ello, ninguna de las principales universidades de la región lo reclutó. Booker firmó con Missouri, porque le llamó la atención durante un proceso de reclutamiento previo en la zona. Los entrenadores asistentes de Missouri se fijaron en él mientras exploraban a sus compañeros de Misisipi, Litterial Green y Chris Jackson.

### Universidad
Booker disputó cuatro años con los Tigers de Misuri, donde fue el mejor baloncestista de la Big Eight Conference en 1994, al liderar a su universidad a un récord de 14–0 en su conferencia. También fue All Big Eight tanto en 1993 como en 1994, y nombrado All-American en 1994. Promedió 18,1 puntos y 4,5 asistencias por partido. En 1999, Booker fue elegido para el Salón de la Fama del atletismo de la Universidad de Misuri.

### Profesional
A pesar de esos reconocimientos, no fue seleccionado en el draft de la NBA de 1994.
Jugó en la NBA para los Houston Rockets durante la temporada 1995–96, con los que disputó 11 encuentros.
Al año siguiente, jugó para Denver Nuggets y luego Golden State Warriors, para un total de 32 partidos en la NBA.
Entonces decidió dar el salto a Europa, donde jugó en la liga italiana para el Sony Milano en la 1998–99. Luego estuvo tres años (1999–2002) en el Scavolini Pesaro.
En 2002, se marchó a Turquía para jugar dos años con el Ülkerspor (2002–2004).
En 2006 disputó una temporada en la liga rusa con el Khimki antes de volver a Italia a las filas del Armani Jeans Milano y retirarse al término de la temporada en 2008.

## Estadísticas de su carrera en la NBA

### Temporada regular
| Año     | Equipo       | PJ | PT | MPP  | %TC  | %3P  | %TL  | RPP | APP | ROB | TPP | PPP |
| ------- | ------------ | -- | -- | ---- | ---- | ---- | ---- | --- | --- | --- | --- | --- |
| 1995-96 | Houston      | 11 | 0  | 11.9 | .320 | .158 | .818 | .8  | 1.9 | .5  | .1  | 4.0 |
| 1996-97 | Denver       | 5  | 0  | 4.2  | .500 | .500 | -    | .2  | .6  | .0  | .0  | 1.0 |
| 1996-97 | Golden State | 16 | 4  | 25.6 | .436 | .268 | .900 | 1.8 | 3.1 | .2  | .1  | 7.3 |
| Total   | Total        | 32 | 4  | 17.5 | .400 | .354 | .879 | 1.2 | 2.3 | .3  | .1  | 5.2 |

## Vida personal
Mientras jugaba para los Grand Rapids Mackers en la temporada 1995–96 de la CBA, Booker conoció a Verónica Gutiérrez. De esa relación, nació en octubre de 1996, Devin Booker. La pareja nunca llegó a casarse y Verónica se encargó del cuidado de su hijo durante la etapa en la que Melvin jugó en Europa. Durante los veranos, Booker llevaba a su hijo a sus partidos, lo que ayudó a que Devin se interesara por el baloncesto.
Una vez retirado del baloncesto profesional, en 2008, regresó a su casa de Moss Point (Misisipi) y trajo a su hijo con él para que le ayudara a formarse como jugador de baloncesto de éxito. 
En 2011, fue asistente del instituto Moss Point High School.
Su hijo jugó para los Wildcats de la Universidad de Kentucky y fue elegido en el Draft de la NBA de 2015 por los Phoenix Suns.